# Plans
Plans is het zevende album van de indieband Death Cab for Cutie. Het werd uitgebracht op 30 augustus 2005. Soul Meets Body was de eerste single van het album. Het album werd genomineerd als beste alternatieve muziekalbum bij de uitreiking van de Grammy Awards op 8 februari 2006. De elpee van album bevat het bonusnummer Talking Like Turnstiles. De Japanse uitgave van het album bevat Jealousy Rides With Me als bonusnummer.

## Tracklist
1. Marching Bands of Manhattan
2. Soul Meets Body
3. Summer Skin
4. Different Names for the Same Thing
5. I Will Follow You Into the Dark
6. Your Heart is an Empty Room
7. Someday You Will Be Loved
8. Crooked Teeth
9. What Sarah Said
10. Brothers on a Hotel Bed
11. Stable Song

## Bezetting
- Ben Gibbard - zang
- Chris Walla - gitaar
- Nick Harmer - bas
- Jason McGerr - drums

Ben Gibbard · Chris Walla · Nick Harmer · Nathan Good · Michael Schorr · Jason McGerr
Albums: You Can Play These Songs with Chords · Something About Airplanes · We Have the Facts and We're Voting Yes · The Photo Album · You Can Play These Songs with Chords (Reissue) · Transatlanticism · Plans